# Ouled Khaled
Ouled Khaled est une commune de la wilaya de Saïda en Algérie.